# Östra Hargs socken
Östra Hargs socken i Östergötland ingick i  Åkerbo härad, ingår sedan 1971 i Linköpings kommun och motsvarar från 2016 Östra Hargs distrikt.
Socknens areal är 28,63 kvadratkilometer varav 18,14 land.(efter överföringen 1928) År 2000 fanns här 342 invånare. Sockenkyrkan Östra Hargs kyrka ligger i socknen. 

## Administrativ historik
Östra Hargs socken har medeltida ursprung under namnet Hargs socken och fick sitt nuvarande namn senast vid slutet av 1700-talet. 
1928 överfördes den del av socknen som låg norr om Roxen, omfattande cirka 13 kvadratkilometer berglänt skogsområde, till Stjärnorps socken i Gullbergs härad. 
Vid kommunreformen 1862 övergick socknens ansvar för de kyrkliga frågorna till Östra Hargs församling och för de borgerliga frågorna till Östra Hargs landskommun. Landskommunen inkorporerades 1952 i Åkerbo landskommun och uppgick 1971 i Linköpings kommun. Församlingen uppgick 1 januari 2009 i Åkerbo församling.
1 januari 2016 inrättades distriktet Östra Harg, med samma omfattning som församlingen hade 1999/2000.  
Socknen har tillhört samma fögderier och domsagor som Åkerbo härad.  De indelta soldaterna tillhörde  Första livgrenadjärregementet, Livkompanit och Andra livgrenadjärregementet, Linköpings kompani

## Geografi
Östra Hargs socken ligger öster om Linköping söder om Roxen. Socknen är en småkuperad slättbygd med skogbevuxna moränkullar.

## Fornlämningar
Kända från socknen är spridda gravrösen från bronsåldern samt 24 gravfält och stensträngar från järnåldern.

## Namnet
Namnet (1318 Hargh) kommer från gården Harg, där ordet harg står för 'stenig mark'.

### Fotnoter
1. 1 2  Svensk Uppslagsbok Östra Hargs socken
2. 1 2  Harlén, Hans; Harlén Eivy (2003). Sverige från A till Ö: geografisk-historisk uppslagsbok. Stockholm: Kommentus. Libris 9337075. ISBN 91-7345-139-8
3. ↑  ”Församlingar”. Statistiska centralbyrån. https://www.scb.se/hitta-statistik/regional-statistik-och-kartor/regionala-indelningar/forsamlingar/. Läst 30 december 2022.
4. ↑  Harg&Typ=Alla&DatumFran=&DatumTill= Administrativ historik för Östra Harg socken (Klicka på församlingsposten). Källa: Nationella arkivdatabasen, Riksarkivet.
5. 1 2  Sjögren, Otto (1931). Sverige geografisk beskrivning del 2 Östergötlands, Jönköpings, Kronobergs, Kalmar och Gotlands län. Stockholm: Wahlström & Widstrand. Libris 9939
6. 1 2  Nationalencyklopedin
7. ↑  Fornlämningar, Statens historiska museum: Östra Hargs socken
8. ↑  Fornminnesregistret, Riksantikvarieämbetet: Östra Hargs socken Fornminnen i socknen erhålls på kartan genom att skriva in sockennamn (utan "socken") i "Ange geografiskt område"
9. ↑  Mats Wahlberg, red (2003). Svenskt ortnamnslexikon. Uppsala: Institutet för språk och folkminnen. Libris 8998039. ISBN 91-7229-020-X. https://isof.diva-portal.org/smash/get/diva2:1175717/FULLTEXT02.pdf